# Animal Liberation Front

Het logo van het Animal Liberation Front

Het Animal Liberation Front (ALF) is een internationale groepering die middels 'directe actie' opkomt voor dierenrechten. Vaak worden acties van deze groep gezien als extremistisch of zelfs terroristisch genoemd. Zij vragen aandacht door geweld en vernieling.
Met hun acties wil het ALF dieren redden uit dierenuitbuitende instituten zoals onder andere proefdiercentra, pelsdierfokkerijen en legbatterijen.
Het ALF ging over tot bedreiging van personen, vandalisme, brandstichting, bommeldingen en het plaatsen van zelfgemaakte bommen. Eind jaren 90 stichtte het ALF brand op een tiental plaatsen zoals hamburgerrestaurants en slachthuizen De aanslagen begonnen in april 1998 en liepen tot oktober, toen twee topstukken van de bende opgepakt werden. Anja Hermans en Geert Waegemans werden later voor deze activiteiten veroordeeld tot vijf resp. vier jaar effectieve opsluiting.
ALF wordt ook verdacht van betrokkenheid bij de brandstichting bij een kippenslachter in Blokker, in de nacht van 15 juni 2025. Niet ver van de brandhaard is op het terrein het logo van ALF op een afvalcontainer gespoten.

## Geschiedenis
In Nederland ontstond in 1978 het Dierenbevrijdingsfront, toen in Zeist ingebroken werd in een proefdiercentrum. Toen, en in de jaren tachtig, was nog enigszins sprake van een organisatiestructuur, daarna niet meer. In de jaren negentig namen de acties in aantal toe. Onder meer werden er enkele brandstichtingen gepleegd bij vleesbedrijven en was er een serie geruchtmakende loslatingen van nertsen.
In 2004 classificeerde de Algemene Inlichtingen- en Veiligheidsdienst het Animal Liberation Front (alsook Dierenbevrijdingsfront en Rode Haan) als een organisatie waarmee de "radicale, gewelddadige top [van het dierenrechtenactivisme] zich regelmatig tooit".